# A Dark Halo
A Dark Halo — американская индастриал/грув-метал группа, основанная в 2005 году в городе Финикс, штат Аризона, США.

## Состав группы
- Дэйв Ломиллер (David Lowmiller) — вокал, бас-гитара, синтезатор;
- Кристофер Мэтью Джонс (Christopher Matthew Jones) — первая гитара, гроулинг, гроулинг;
- Джастин Кори (Justin Corey) — гитара;
- Джим МакАлистер (Jim McAllister) — ударные[2].

## Дискография

### Альбомы
- Catalyst (2006; 31:14[3])
  - Burn it all (4:52)
  - Beyond Recall(4:05)
  - Dust and ashes (3:21)
  - Silence (5:04)
  - Formatting… (1:23)
  - Nucleus (3:26)
  - Apex realized (4:35)
  - Unbreakable (4:28)
- Omnibus One (2023, 36:25[4])
  - Thin Be the Veil (4:44)
  - Starfall (4:33)
  - Vector Unknown (4:41)
  - Flame Betide (4:40)
  - I, Revenant (3:45)
  - It Never Sleeps (4:01)
  - Afterworld (4:13)
  - The Disquiet (5:48)

### Синглы и EPs
- Starfall (2019)
- I, Revenant (2019)